# 佐倉 (御前崎市)
佐倉（さくら）は静岡県御前崎市の大字。

## 地理
御前崎市の中南部、浜岡地区の南東部に位置する。南側は遠州灘に面する。東で白羽及び牧之原市堀野新田、西で池新田、北で比木・宮内・牧之原市笠名と接する。

### 海
- 遠州灘（太平洋）

### 河川
- 新野川

### 字
55の字がある（2015年（平成27年）6月10日現在）。
- 浅根（あさね）
- 洗井（あらい）
- 池ノ山（いけのやま）
- 石山（いしやま）
- 入ノ口（いりのくち）
- 岩根（いわね）
- 上ノ原（うえのはら）
- 雨垂（うたり）
- 海老海戸（えびかいと）
- 大池ヶ谷（おおちがや）
- 川畔（かわばた）
- 狐山（きつねやま）
- 玉雲（ぎょくん）
- 郡平開（ぐんべいかい）
- 玄保（げんぼ）
- 玄保松（げんぼまつ）
- 駒取（こまとり）
- 郷（ごう）
- サツデ
- 忍沢（しのぶさわ）
- 芝添（しばぞえ）
- 新道（しんみち）
- 砂崎（すなさき）
- 芹沢（せりさわ）
- 竹ノ下（たけのした）
- 竹山（たけやま）
- 長三（ちょうぞう）
- トウク山（とうくやま）
- 中島（なかしま）
- 流田（ながれだ）
- 西腰（にしのこし）
- 登松（のぼりまつ）
- 原田前（はらだまえ）
- 七軒（ひちけん）
- 平沢（ひらさわ）
- 平場（ひらば）
- 平場前（ひらばまえ）
- 広岡（ひろおか）
- 深田（ふかだ）
- 深見（ふかみ）
- 藤原（ふじわら）
- 船久保（ふなくぼ）
- 古川（ふるかわ）
- 宝田（ほうだ）
- 法ノ沢（ほうのさわ）
- ホソオサ
- 孫右ェ門平場（まごうえもんひらば）
- マセロ
- 松下（まつした）
- 宮ノ前（みやのまえ）
- 向原田（むこうはらだ）
- 向宝田（むこうほうだ）
- 山添（やまぞえ）
- 吉合（よしあい）
- ワタリ

## 歴史

### 町名の由来
狭い谷状の地形であることから。

### 沿革
- 1889年（明治22年）4月1日 - 町村制の施行により、城東郡佐倉村が同郡宮内村と合併し、改めて城東郡佐倉村となる[WEB 8]。旧村名は佐倉村の大字として残る[WEB 9]。
- 1896年（明治29年）4月1日 - 郡制の施行により所属郡が小笠郡に変更。
- 1955年（昭和30年）3月31日 – 佐倉村が池新田町・朝比奈村・新野村・比木村と新設合併を行い、浜岡町が発足する。
- 2004年（平成16年）4月1日 – 浜岡町が御前崎町と新設合併を行い、御前崎市となる。

## 施設
- 幼保連携型認定こども園 御前崎市立さくらこども園
- 御前崎市立浜岡東小学校
- 佐倉郵便局
- 中部電力 浜岡原子力発電所
  - 中部電力 浜岡原子力館
- 多摩化学工業 浜岡工場
- カインズモール御前崎
  - ベイシア Foods Park 御前崎店
  - カインズ御前崎店
- スーパーラック浜岡店
- セブン-イレブン御前崎佐倉店
- ファミリーマート御前崎佐倉店
- ENEOS桜ケ池SS（野川商店が運営）
- 曹洞宗 龍泉寺
- 曹洞宗 官長寺

## 交通
鉄道は現在通っていないが、かつては静岡鉄道駿遠線桜ヶ池駅・遠州佐倉駅・玄保駅が存在した。

### バス
- 御前崎市自主運行バス御前崎市内線
  - 比木経由：（（御前崎総合病院・）浜岡営業所 方面 - ）浜岡東小学校前 - 佐倉駐在所前 - 緑橋（ - 御前崎海洋センター 方面）
  - 佐倉経由（（御前崎総合病院・）浜岡営業所 方面 - ）桜ヶ池南 - 桜ヶ池 - 原子力発電所入口 - 雨垂 - 法の沢 - 玄保 - 南玄保 - 洗井（ - 御前崎海洋センター 方面）
- 御前崎市・牧之原市自主運行バス相良浜岡線：（（御前崎総合病院・）浜岡営業所 方面 - ）桜ヶ池南 - 桜ヶ池 - 原子力発電所入口 - 雨垂 - 法の沢 - 玄保 - 東玄保 - 緑橋（ - 相良本通 方面）

### 道路
- 国道150号
- 静岡県道357号佐倉御前崎港線
- 静岡県道372号大東相良線

## その他

### 学区
小学校・中学校の学区は以下の通りである。
| 番・番地等 | 小学校                 | 中学校               |
| ---------- | ---------------------- | -------------------- |
| 全域       | 御前崎市立浜岡東小学校 | 御前崎市立浜岡中学校 |

### 警察
警察の管轄区域は以下の通りである。
| 番・番地等     | 警察署     | 交番・駐在所 |
| -------------- | ---------- | ------------ |
| 全域（各一部） | 菊川警察署 | 浜岡交番     |
| 全域（各一部） | 菊川警察署 | 佐倉駐在所   |

### WEB
1. ↑  “h02_22.csv”.   総務省 (2022年2月10日). 2025年1月8日閲覧。
2. ↑  “静岡県御前崎市 (22223)｜国勢調査町丁・字等別境界データセット”.   人文学オープンデータ共同利用センター. 2025年1月8日閲覧。
3. ↑  “静岡県 御前崎市 佐倉の郵便番号 - 日本郵便”.   日本郵便. 2025年1月8日閲覧。
4. ↑  “市外局番の一覧”.   総務省 (2022年3月1日). 2025年1月8日閲覧。
5. ↑  “事業所案内及び管轄地域（事務所3件、分室3件）”.   一般社団法人静岡県自動車会議所. 2025年1月8日閲覧。
6. ↑  “御前崎市大字小字一覧 - 静岡県オープンデータ”.   静岡県 (2015年6月10日). 2025年1月8日閲覧。
7. ↑  “解説ページ”.   株式会社エア. 2025年1月8日閲覧。
8. ↑  “historyofcities.pdf”.   静岡県総務部合併推進室・財団法人静岡県市町村振興協会. 2025年1月8日閲覧。
9. ↑  “解説ページ”.   株式会社エア. 2025年1月8日閲覧。
10. ↑  “通学区域一覧／御前崎市公式ホームページ”.   御前崎市 (2020年6月2日). 2025年1月8日閲覧。
11. ↑  “交番駐在所一覧表｜静岡県警察”.   静岡県警察 (2023年6月12日). 2025年1月9日閲覧。